# Anisodes sublanuginosa
Anisodes sublanuginosa är en fjärilsart som beskrevs av W. Warren 1903. Anisodes sublanuginosa ingår i släktet Anisodes och familjen mätare. Inga underarter finns listade i Catalogue of Life.